# Hōkago teibō nisshi
Hōkago teibō nisshi (jap. 放課後ていぼう日誌) – manga autorstwa Yasuyukiego Kosaki, publikowana na łamach magazynu „Young Champion Retsu” wydawnictwa Akita Shoten od lutego 2017. Na jej podstawie studio Doga Kobo wyprodukowało serial anime, który był emitowany od kwietnia do września 2020.

## Fabuła
Hina niedawno przeprowadziła się do nadmorskiego miasteczka, w którym będzie kontynuować naukę w liceum. Nie mając żadnych znajomych, spaceruje wzdłuż nabrzeża, gdzie spotyka starszą dziewczynę imieniem Yūki, która proponuje jej dołączenie do szkolnego klubu wędkarskiego. Hina, mimo iż nie lubi morskich stworzeń, postanawia przyjąć propozycję i zaczyna łowić ryby wspólnie z koleżankami z klubu, a z czasem także doceniać urok oceanu.

## Bohaterowie
- Hina Tsurugi (jap. 鶴木陽渚 Tsurugi Hina)

Seiyū: Kanon Takao 
Główna bohaterka, która lubi spędzać czas w domu i zajmować się rękodziełem. Przeprowadza się wraz z rodziną z Tokio do ich rodzinnego miasta Ashikity, w prefekturze Kumamoto, gdzie dołącza następnie do szkolnego klubu wędkarskiego.
- Natsumi Hodaka (jap. 帆高夏海 Hodaka Natsumi)

Seiyū: Natsumi Kawaida 
Przyjaciółka Hiny z dzieciństwa, o której Hina prawie zapomniała. Jest uczennicą pierwszej klasy liceum, jak również nową członkinią klubu wędkarskiego. Jej pasją jest wędkarstwo, natomiast łowieniem zajmuje się od podstawówki.
- Yūki Kuroiwa (jap. 黒岩悠希 Kuroiwa Yūki)

Seiyū: Yū Sasahara 
Starsza dziewczyna, która przekonuje Hinę do wstąpienia do klubu wędkarskiego, którego jest przewodniczącą. Jest uczennicą trzeciej klasy liceum.
- Makoto Ōno (jap. 大野真 Ōno Makoto)

Seiyū: Satomi Akesaka 
Drugoroczna członkini klubu, która jest obeznana w swoim fachu i ma sporą wiedzę na temat ryb. Jest wysoką dziewczyną w okularach i zawsze łowi w kamizelce ratunkowej.
- Sayaka Kotani (jap. 小谷さやか Kotani Sayaka)

Seiyū: Ami Koshimizu 
Szkolna pielęgniarka i doradczyni klubu wędkarskiego.
- Ojciec Hiny (jap. 陽渚の父 Hina no chichi)

Seiyū: Hiroaki Tajiri 
Członek klubu, kiedy chodził do szkoły. Dziadek Hiny pozostawił mu po sobie swój sprzęt wędkarski.
- Kierownik Takohigeyi

Seiyū: Shigeru Chiba 
Właściciel lokalnego sklepu z artykułami wędkarskimi, którego maskotką jest mała czerwona ośmiornica.

## Manga
Pierwszy rozdział mangi został opublikowany w lutym 2017 na łamach magazynu „Young Champion Retsu”. Następnie wydawnictwo Akita Shoten rozpoczęło zbieranie rozdziałów do wydań w formacie tankōbon, których pierwszy tom ukazał się 20 października tego samego roku. W lipcu 2020 ogłoszono, że manga zostanie wstrzymana z powodu ciężkiej powodzi w domu Kosaki na Kiusiu; seria wznowiła publikację wkrótce potem. W listopadzie 2020 ogłoszono, że wkrótce manga zostanie wstrzymana ponownie. Publikacja została wznowiona w kwietniu 2021.
| Nr | Data wydania (język japoński) | ISBN (język japoński)  |
| -- | ----------------------------- | ---------------------- |
| 1  | 20 października 2017          | ISBN 978-4-253-25736-7 |
| 2  | 19 marca 2018                 | ISBN 978-4-253-25737-4 |
| 3  | 20 listopada 2018             | ISBN 978-4-253-25738-1 |
| 4  | 19 kwietnia 2019              | ISBN 978-4-253-25739-8 |
| 5  | 18 października 2019          | ISBN 978-4-253-25740-4 |
| 6  | 19 marca 2020                 | ISBN 978-4-253-25741-1 |
| 7  | 18 grudnia 2020               | ISBN 978-4-253-25742-8 |
| 8  | 18 listopada 2021             | ISBN 978-4-253-25743-5 |
| 9  | 20 czerwca 2022               | ISBN 978-4-253-25744-2 |
| 10 | 20 lutego 2023                | ISBN 978-4-253-25745-9 |

## Anime
Adaptacja w formie telewizyjnego serialu anime została ogłoszona 16 kwietnia 2019 w piątym numerze magazynu „Young Champion Retsu”. Seria została zanimowana przez studio Doga Kobo i wyreżyserowana przez Takaharu Okumę. Scenariusz napisał Fumihiko Shimo, postacie zaprojektował Katsuhiro Kumagai, a muzykę skomponowała Miki Sakurai. Serial był emitowany od 7 kwietnia do 22 września 2020. Zarówno motyw otwierający „SEA HORIZON”, jak i kończący, „Tsuri no sekai e”, zostały wykonane przez główną obsadę. 15 kwietnia 2020 ogłoszono, że odcinek 4 i następne będą opóźnione do odwołania z powodu skutków pandemii COVID-19. 1 czerwca 2020 poinformowano, że anime zostanie wznowione 7 lipca, poczynając od pierwszego odcinka. Czwarty odcinek wyemitowano 28 lipca 2020.